# Al-Aqsa TV
Al-Aqsa TV (árabe: قناة الأقصى) é um canal de televisão administrado pelo Hamas, com sede na Faixa de Gaza. Seus programas incluem notícias e propaganda promovendo o Hamas, programas infantis (como Pioneiros do Amanhã, que promove a violência e o antissemitismo) e entretenimento de inspiração religiosa. Atualmente é dirigido por Fathi Hamad, que é membro do Conselho Legislativo da Palestina e Ministro do Interior da Faixa de Gaza. O canal tem o nome de Al-Aqsa em Jerusalém.

## História
A estação começou a transmitir na Faixa de Gaza em 9 de janeiro de 2006, depois que o Hamas obteve uma vitória decisiva nas eleições parlamentares palestinas de 2006. Em 22 de Janeiro de 2006, o procurador público palestiniano Ahmed Maghni decidiu encerrar a estação de televisão al-Aqsa porque esta não possuía a licença de transmissão necessária, mas a decisão nunca foi aplicada. 
Em 29 de dezembro de 2008, durante a Operação Chumbo Fundido, aviões israelenses bombardearam repetidamente a sede da estação de televisão na Cidade de Gaza. O prédio foi completamente destruído, mas a estação continuou a transmitir a partir de uma unidade móvel de TV. 
Em 29 de julho de 2014, durante a Operação Margem Protetora, um ataque aéreo israelense atingiu um prédio de mídia que abrigava a Al-Aqsa TV e a Rádio al-Aqsa no centro da cidade de Gaza no início da manhã. A estação de televisão continuou a transmitir, mas a estação de rádio ficou em silêncio, embora mais tarde tenha voltado ao ar.
Em 12 de novembro de 2018, Israel bombardeou o edifício da estação depois de lançar pelo menos cinco mísseis não explosivos nas proximidades, enquanto avisos para evacuação se seguiam a um aumento nos combates transfronteiriços. Em 2019, depois de o Shin Bet ter avaliado que a Al-Aqsa TV utilizou mensagens codificadas para recrutar agentes para o Hamas, o Ministério da Defesa de Israel designou a Al-Aqsa TV como organização terrorista.

## Crítica
Em maio de 2013, a Al-Aqsa TV tornou-se o foco do escrutínio da mídia após uma decisão do Newseum de homenagear dois membros do canal como parte de seu memorial contínuo aos jornalistas que perderam suas vidas no cumprimento do dever em 2012. O governo dos EUA classifica a Al-Aqsa TV como sendo controlada pelo Hamas, um "Terrorista Global Especialmente Designado", e afirma que "não fará distinção entre um negócio financiado e controlado por um grupo terrorista, como a Al-Aqsa Television, e o próprio grupo terrorista." De acordo com a organização judaica americana, a Liga Anti-Difamação, a TV Al-Aqsa promove atividades terroristas e incita o ódio a judeus e israelenses e grande parte da sua programação que glorifica a violência é dirigida às crianças. 
No que diz respeito ao programa de televisão da Al-Aqsa, Pioneiros do Amanhã, após reclamações de grupos de vigilância israelenses que desencadearam o escrutínio internacional, o Ministro da Informação palestino, Mustafa Barghouti, disse que pediu à Al-Aqsa TV que interrompesse as transmissões para que o conteúdo pudesse ser revisto. Apesar da ligação de Barghouti, Pioneiros do Amanhã foi ao ar normalmente. Em episódios posteriores, o co-apresentador, um personagem parecido com o Mickey Mouse chamado Farfour, foi morto por um interrogador israelense e foi substituído por uma abelha chamada Naoul, que também morreu e foi substituída por um personagem coelho chamado Assoud. Assoud, por sua vez, foi "martirizado" e substituído pelo urso Nassur. 
Em maio de 2008, Bassem Naeem, o ministro da saúde do governo do Hamas em Gaza, respondeu às alegações de antissemitismo nos programas de TV do Al-Aqsa. Na sua carta ao The Guardian, Naeem afirmou que o canal Al-Aqsa é uma instituição de comunicação social independente que muitas vezes não expressa as opiniões do Hamas. Em resposta, o colunista do The Guardian, Alan Johnson, escreveu que a Al-Aqsa TV não pode ser uma instituição de mídia independente do Hamas, porque é chefiada por Fathi Hamad, presidente de uma empresa dirigida pelo Hamas que também controla a estação de rádio do Hamas e o seu jornal quinzenal, e porque, desde 2007, o Hamas bloqueou as transmissões da Autoridade Nacional Palestiniana para Gaza, o que indicava que não há meios de comunicação independentes em Gaza.
Sobre a reportagem, Ibrahim Daher, diretor da operação de mídia da Al-Aqsa, disse que eles podem não transmitir certas notícias. Ele disse: “Se houve más notícias durante a guerra, ou algo correu mal, apenas mantivemos silêncio sobre isso” e “agora mantemos silêncio principalmente sobre o bloqueio e que o Hamas não foi capaz de o levantar durante a guerra”.